# Rameshbabu Praggnanandhaa
Rameshbabu Praggnanandhaa (Chennai, 10 d'agost de 2005) és un jugador d'escacs indi que va esdevenir Mestre Internacional el 29 de maig de 2016, a l'edat de 10 anys 10 mesos i 9 dies, superant el rècord que ostentava fins aleshores Serguei Kariakin.
A la llista d'Elo de la FIDE del març de 2022, hi tenia un Elo de 2619 punts, cosa que en feia el jugador número 11 (en actiu) de l'Índia i el número 163 del món. El seu màxim Elo va ser de 2619 punts, a la llista del març de 2022 (posició 163 al rànquing mundial).

## Resultats destacats en competició
Praggnanandhaa, que prové d'una família humil de Chennai, la mateixa ciutat de naixença de Viswanathan Anand, ha guanyat el Campionat del Món d'Edats a la categoria Sub8 el 2013 i el de Sub10 el 2015.